# Herrera de Pisuerga
Herrera de Pisuerga település Spanyolországban, Palencia tartományban. Herrera de Pisuerga Osorno la Mayor, Espinosa de Villagonzalo, Santa Cruz de Boedo, San Cristóbal de Boedo, Calahorra de Boedo, Páramo de Boedo, Sotobañado y Priorato, Prádanos de Ojeda, La Vid de Ojeda, Alar del Rey, Sotresgudo, Castrillo de Riopisuerga, Zarzosa de Río Pisuerga, Rezmondo és Melgar de Fernamental községekkel határos. Lakosainak száma 1898 fő (2024).

## Népesség
A település népessége az elmúlt években az alábbi módon változott:
| Lakosok száma | 2578 | 2457 | 2388 | 2379 | 2292 | 2180 | 2056 | 1966 | 1894 | 1898 |
|               | 2001 | 2004 | 2007 | 2009 | 2012 | 2014 | 2017 | 2019 | 2022 | 2024 |